# Nelson (Missouri)
Nelson è un comune degli Stati Uniti d'America, situato nello Stato del Missouri, nella contea di Saline.